# 萨摩亚历史
萨摩亚可考的历史始于公元前1500年左右。

## 早期文明
萨摩亚人属波利尼西亚人种，一般认为，波利尼西亚人的祖先来自东南亚或西南亚。大约在4万年前，他们从台湾岛出发。越过巽他海峡与托雷斯海峡来到今南太平洋地区。萨摩亚的考古事业始于1957年，杰克·戈尔森在萨瓦伊岛上发现了属拉皮塔文化的陶器与雕塑。来自新西兰的科学家已经计算出萨摩亚最早有人类活动的时间在3000年前左右。
萨摩亚曾是图伊马努阿邦联的核心区域。约950年—1000年，萨摩亚被图伊汤加帝国征服。1250年左右，爆发了汤萨战争。传说中萨摩亚人图那和法塔两兄弟在汤加国王生日当天发动了叛乱，200多名汤加武士被杀死。萨摩亚获得了独立。实权从此掌握在马列托亚家族的手上。
1722年，荷兰探险家雅克布率领探险队在绕过美洲南端后发现了萨摩亚群岛。1768年，法国航海家路易斯·布干维尔到访萨摩亚群岛，并将其取名为“航海者之岛”。1787年，法国探险家拉·佩洛斯率领船队经过萨摩亚海域。1791年，英国探险家爱德华·爱德华茲来到萨摩亚群岛并进行了考察。

## 殖民时期
19世纪后期，英国、德国、美国人相继进入萨摩亚，开展殖民活动。1889年，萨摩亚沦为半殖民地。1899年，根据英、德、美三国的协议，萨摩亚被分割为东、西两部分，东部归美国管辖，即现在的美属萨摩亚；西部归德国管辖，即现在的萨摩亚独立国。
1908年，萨摩亚人开始展开独立运动。
第一次世界大战刚开始，1914年8月，新西兰占领了德属萨摩亚，以防止德国用它作为太平洋的海军基地。岛上的德国军队没有投降，但是也没有反抗。1919年，依照凡尔赛条约，德国把西萨摩亚让给新西兰委任统治。
新西兰先后以国际联盟和联合国名义托管西萨摩亚，直到它1962年1月1日独立为“西萨摩亚独立国”。

## 独立后
西萨摩亚是波利尼西亚岛国中第一个在20世纪独立的国家。
1997年，改国名为“萨摩亚独立国”。美属萨摩亚方面反对此次更名。
2006年3月31日，萨摩亚议会选举举行，执政的人权保护党再次赢得大选，赢得议会49席中的30个席位。